# فرانسيس ليو
فرانسيس ليو (بالإنجليزية: Liu Fan Frances) هي لاعبة كرة الريشة سنغافورية، ولدت في 1 أبريل 1984 في لياونينغ في الصين.

## وصلات خارجية
- فرانسيس ليو على موقع BWF.tournamentsoftware.com (الإنجليزية)
- فرانسيس ليو على موقع BWFbadminton.com (الإنجليزية)
- فرانسيس ليو على موقع اتحاد ألعاب الكومنولث (مؤرشف) (الإنجليزية)
- فرانسيس ليو على موقع دورة ألعاب الكومنولث 2006 (مؤرشف) (الإنجليزية)